# جاده ئی۸۴۰ اروپا
جاده ئی۸۴۰ اروپا (به انگلیسی: European route E840) یکی از جاده‌های درجه ۲ قاره اروپا است.
این جاده که در کشور ایتالیا قرار دارد از شهر چیویتاوکیا شروع شده و در شهر ساساری به پایان می‌رسد.